# Zona metropolitană Birmingham–Hoover

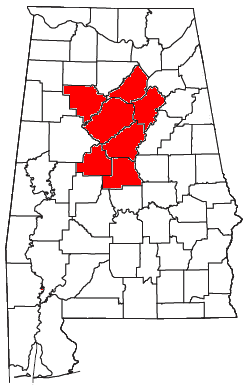
Zone metropolitană Birmingham-Hoover (numită și Metropolitan Statistical Area) din statul Alabama.

Zona metropolitană statistică Birmingham–Hoover, sau Zona metropolitană Birmingham–Hoover (conform originalului din limba engleză, [The] Birmingham-Hoover Metropolitan Statistical Area), cunoscută de asemenea ca Marele Birmingham (conform, Greater Birmingham), este o zonă metropolitană în componența căreia intră șapte comitate din partea centrală a statului Alabama, grupate în jurul orașului Birmingham.
Populația acestei zone metropolitane, conform unei estimări din anul 2008 a United States Census Bureau, era de aproximativ 1.117.600 de locuitori, plasând aglomerarea urbană pe locul al 48-lea în rândul zonelor metropolitane din Statele Unite ale Americii.  Zone matropolitană Birmingham-Hoover este parte a zonei metropolitane lărgite Birmingham–Hoover–Cullman Combined Statistical Area.

## Comitatele din zonă și sediile acestora
- Comitatul Bibb, sediu Centreville
- Comitatul Blount, sediu Oneonta
- Comitatul Chilton, sediu Clanton
- Comitatul Jefferson, sediu Birmingham
- Comitatul Saint Clair, sedii Pell City și Ashville
- Comitatul Shelby, sediu Columbiana
- Comitatul Walker, sediu Jasper

## Localități și suburbii cu mai mult de 10.000 de locuitori
- Alabaster
- Bessemer
- Center Point
- Columbiana
- Ensley
- Fairfield
- Gardendale
- Helena
- Homewood
- Hoover
- Hueytown
- Irondale
- Jasper
- Leeds
- Mountain Brook
- Pelham
- Pell City
- Vestavia Hills

## Frumuseți naturale
- Red Mountain, Birmingham, Alabama
- Oak Mountain State Park
- Double Oak Mountain
- Black Warrior River
- Cahaba River
- Cahaba River National Wildlife Refuge
- Talladega National Forest (Oakmulgee Division)
- Coosa River

## Autostrăzi și drumuri importante

### Autostrăzi naționale -Interstates|
- Interstate 65
- Interstate 20
- Interstate 59
- Interstate 22
- Interstate 459

### Drumuri naționale - U. S. Routes
- US Highway 280
- US Highway 31
- US Highway 78
- US Highway 11
- US Highway 411

## Râuri
- Râul Black Warrior
- Râul Cahaba
- Râul Coosa
- Confluența Locust Fork
- Confluența Mulberry Fork
- Confluența Sipsey Fork